# Ясеново (Старозагорская область)
Ясеново (болг. Ясеново) — село в Болгарии. Находится в Старозагорской области, входит в общину Казанлык. Население составляет 791 человек.

## Политическая ситуация
В местном кметстве Ясеново, в состав которого входит Ясеново, должность кмета (старосты) исполняет Христо Димитров Христов (Граждане за европейское развитие Болгарии (ГЕРБ)) по результатам выборов правления кметства.
Кмет (мэр) общины Казанлык — Стефан Христов Дамянов (инициативный комитет) по результатам выборов в правление общины.